# 拉沙萨涅 (汝拉省)
拉沙萨涅（法語：La Chassagne，法語發音：[la ʃasaɲ]）是法国汝拉省的一个市镇，属于隆斯勒索涅区。

## 地理
拉沙萨涅（46°51'49"N, 5°27'7"E）面积5.67 平方千米，位于法国勃艮第-弗朗什-孔泰大區汝拉省，该省份为法国东部内陆省份，北起上索恩省，西北接科多尔省，西临索恩-卢瓦尔省，南至安省，东与杜省和瑞士接壤。
与拉沙萨涅接壤的市镇（或旧市镇、城区）包括：塞尔热诺、绍梅日、谢讷塞克、莱德费、富勒奈、里村、博韦尔努瓦。

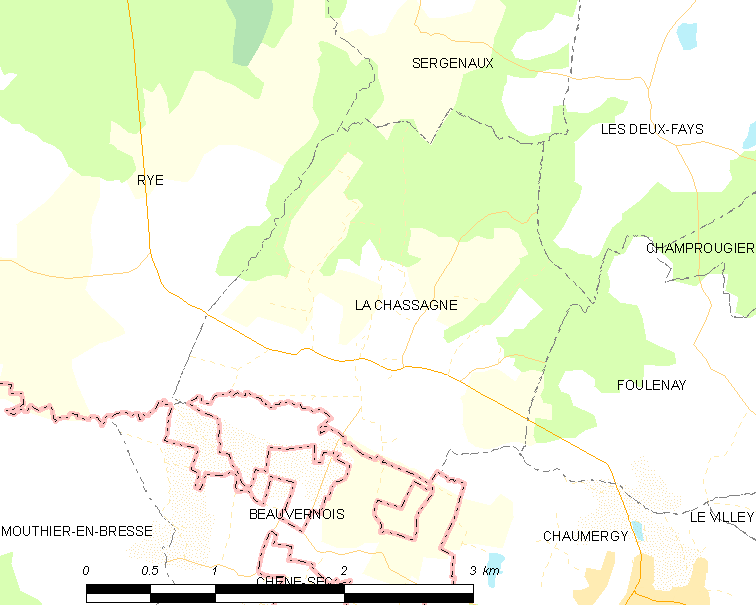
的OSM定位图

拉沙萨涅的时区为UTC+01:00、UTC+02:00（夏令时）。

## 行政
拉沙萨涅的邮政编码为39230，INSEE市镇编码为39112。

## 政治
拉沙萨涅所属的省级选区为布莱特朗县。

## 人口

1962-2008年间人口变化图示

拉沙萨涅于2022年1月1日时的人口数量为103人。